# Frihedspartiet (Danmark)
 For alternative betydninger, se Frihedspartiet. (Se også artikler, som begynder med Frihedspartiet)
Frihedspartiet er et dansk politisk parti på højrefløjen, der i 2013 efterfulgte Fremskridtspartiets Glistrup-fløj efter en splittelse af dette parti i 2010. Partinavnet er anvendt flere steder i udlandet og også i Danmark: Frihedspartiet (2007-2012).
Frihedspartiet blev efter Fremskridtspartiets splittelse etableret af Lars Ehlers Egmose, der var formand for Fremskridtspartiets Glistrup-fløj 2010-13, og som fortsatte som formand i den nyetablerede forening. Niels Højland har siden 2010 været formand for den anden fløj, der har videreført partinavnet. I 3 år deltes partinavn, men i 2013 skiftede Glistrup-fløjen navn til Frihedspartiet med Det Frie Folkeparti som binavn. I partiets skrifter og på nettet har Egmoses Frihedsparti benyttet partibogstavet Z fra Fremskridtspartiet. De har stillet op til regionsrådsvalg i valgforbund med Venstre, DF og LA. Med Lars Egmose som kandidat har partiet stillet op til kommunalvalg på Fyn. De har også videreført logoer fra FrP.
I 2012 da Fremskridtspartiets Glistrup-fløj endnu ikke var blevet frakendt partinavnet, blev der holdt et åbent pressemøde i Odense, der blev optaget af Medie1.dk, som er en mediekanal etableret af Glistrup-fløjen.